# Раусинг, Рубен
Рубен Раусинг (швед. Ruben Rausing, 17 июня 1895 — 8 октября 1983) — шведский предприниматель, основатель фирмы «Tetra Pak», компании, производящей упаковку, упаковочные автоматы и оборудование для переработки жидких пищевых продуктов, а также оборудование для групповой упаковки.

## Ранняя жизнь
Рубен Андерссон родился 17 июня 1895 года в маленькой рыбацкой деревушке в районе Раус, недалеко от города Хельсингборг в семье Аугуста и Матильды Андерссон. Его отец был художником и владел небольшим, но успешным бизнесом. Рубен обучался в гимназии Хельсингборга, которую окончил в 1915 году. Во время службы в армии Рубен получил от однополчан прозвище «раусингер», что буквально означало «парень из Рауса». В конце концов Рубен Андерссон сменил свою фамилию на Раусинг.

## Карьера
С помощью кредита, предоставленного его тётей, Раусинг поступает в недавно открытую Стокгольмскую школу экономики и оканчивает её в 1918 году. В 1919 году Рубен получает стипендию от СШЭ для продолжения обучения в Колумбийском университете в Нью-Йорке. В 1920 году он становится магистром экономики. Во время обучения в США Раусинга впечатлили продуктовые магазины самообслуживания, неизвестные в то время в Европе. Рубен понял, что будущее в пищевой промышленности стоит за упаковкой продуктов. В Европе в то время была принята продажа из-за прилавка товаров, завернутых в бумагу или разлитых в громоздкие стеклянные бутылки.
Вернувшись в Швецию, Раусинг работал помощником менеджера, а затем и менеджером в фирме «Sveriges Litografiska Tryckerier» (впоследствии известная как «Esselte»). Примерно в это время он заводит знакомство с Эриком Окерлундом, вместе с которым открывает в 1929 году фирму по производству пищевой упаковки «Åkerlund & Rausing». «Åkerlund & Rausing» стала первой фирмой в Скандинавии по производство упаковочной продукции. Однако, первоначально компания не была особенно прибыльной, и в 1933 году Окерлунд продал свою долю Раусингу, который стал единоличным владельцем бизнеса.
«Åkerlund & Rausing» производила различные виды бумажной упаковки для сухих продуктов питания, но Раусинг также намеревался найти способ фасовки жидкостей, например, молока и сливок, и тратил значительные средства на разработку такой упаковки. Необходимо было обеспечить оптимальную сохранность продукта и его гигиеничность, а также эффективность дистрибуции, используя минимальное количество материала. Новая упаковка должна была стать достаточно дешевой, чтобы конкурировать с разливным молоком; это значило — минимум отходов при производстве и максимальная его эффективность. В 1943 году лаборатория «Åkerlund & Rausing» начала разработку картонной упаковки для молока, и в 1944 году Эрику Валленбергу, исполнявшему на тот момент обязанности главы исследовательской лаборатории, пришла в голову идея сконструировать упаковку в форме тетраэдра из бумажного цилиндра. Преодолев первоначальные сомнения, Раусинг осознал потенциал такой инновации и 27 марта 1944 года данная упаковка была запатентована.
Компания «AB Tetra Pak» была основана в Лунде в 1951 году. В мае того же года прессе представили новую упаковочную систему, а в 1952 году на местный молочный завод «Лундаортенс» поставили первый упаковочный автомат, предназначенный для фасовки сливок в пакеты тетраэдрической формы емкостью 100 мл. В последующие годы упаковки-тетраэдры все чаще можно было видеть на прилавках шведских гастрономов, и в 1954 году молочный завод в Стокгольме закупил первую линию по фасовке молока в пакеты по 500 мл. В том же году первая машина отправилась в Гамбург (Германия), затем последовали Франция (1954), Италия (1956), Швейцария (1957), а впоследствии — Советский Союз (1959) и Япония (1962).
Различные проекты — тетраэдр, асептическая технология упаковки, Tetra Brik — все это требовало огромных капиталовложений, поэтому финансовые трудности компании продолжились и в 1960-е годы. Коммерческий прорыв Tetra Pak произошёл лишь в середине 1960-х годов и был связан с выходом на рынок новой упаковки Tetra Brik в 1963 году, а также с развитием асептической технологии. Дополнительные средства удалось получить от продажи «Åkerlund & Rausing» в 1965 году; компания «AB Tetra Pak» осталась в тех же руках. В начале 1960-х годов началась международная экспансия: в 1960 году в Мексике был построен первый за пределами Швеции завод по производству упаковочного материала, а в 1962 году аналогичное предприятие появилось в США. В 1962 году асептическая машина Tetra Classic Aseptic впервые была установлена за пределами Европы, в Ливане. В конце 1960-х и в 1970-е годы произошла глобальная экспансия компании, во многом благодаря новой асептической упаковке Tetra Brik Aseptic, продажи которой начались в 1969 году. Она позволила выйти на новые рынки в развивающихся странах и стала мощным стимулом для роста продаж. После 30 лет непрерывных усилий и инвестиций «Tetra Pak» в конечном итоге стала ведущей упаковочной компанией в мире в сфере пищевых продуктов.